# Elecciones generales de Bangladés de 1988
Las elecciones generales de Bangladés de 1988 se llevaron a cabo el 3 de marzo de ese mismo año y resultó en una victoria para el Partido Jatiya, colectividad oficialista. La participación electoral fue del 52,5%. Sin embargo, estos comicios fueron boicoteados por la oposición a Ershad. Esta oposición estuvo compuesta por la Liga Awami, el Partido Nacionalista de Bangladés, el Partido Comunista de Bangladés, el Partido Jamaat-e-Islami, Partido Sramik Krishak, el Partido Nacional Awami y el Partido de los Trabajadores de Bangladés, quienes no presentaron candidatos al Parlamento por considerar el gobierno de Ershad ilegal y autoritario.

## Sistema de gobierno
Bangladés es una república parlamentaria. Las elecciones para el parlamento unicameral (conocido como Jatiyo Sangshad) en las que todos los ciudadanos de 18 años o más pueden votar. Actualmente, el parlamento tiene 345 miembros incluyendo 45 puestos reservados para las mujeres, elegidas en distritos electorales. 
El primer ministro, como el jefe de gobierno, elige a los miembros del gabinete y se encarga de los asuntos cotidianos del Estado. El presidente es el jefe de Estado y el comandante en jefe del ejército bengalí, además de que es elegido por el parlamento, mientras que el primer ministro es el líder o jefe del partido mayoritario del Parlamento.

## Antecedentes
En estas elecciones se enfrentaban la principal fuerza política fue el Partido Jatiya (PJ), dirigido por Hossain Mohammad Ershad, quien logró la mayor cantidad de escaños. Otros partidos que participaron fueron colectividades menores que se encontraban en alianza con el partido oficialista. Los partidos de la oposición se reunieron en una manifestación contra el autoritarismo del Partido Jatiya y su primer ministro e intentaron boicotear las elecciones no presentando candidaturas.

## Resultados electorales
|  | 68,4 % |

|  | 12,6 % |

|  | 3,3 % |

|  | 1,2 % |

|  | 0,9 % |

|  | 16,3 % |

|  | 100 % |